# 六華苑
六華苑（ろっかえん）は、三重県桑名市大字桑名字鷹場663番の5にある名勝。旧2代目諸戸清六邸（東諸戸邸）の総称。国の重要文化財・名勝。洋館とそれに連なる和館、複数の蔵などの建造物と池泉回遊式日本庭園を持ち、総面積は18,000平方メートル余に及ぶ。

## 歴史

### 建設

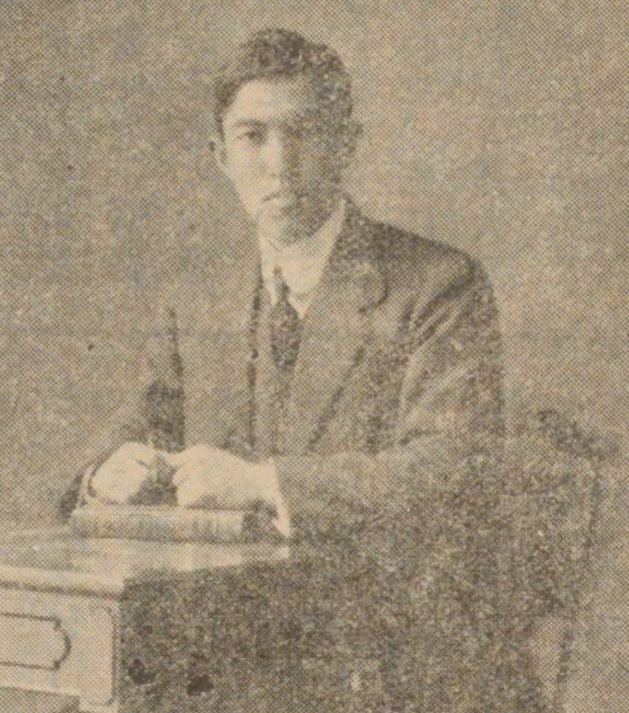
2代目諸戸清六

実業家の2代目諸戸清六の新居として、1911年（明治44年）にジョサイア・コンドルの設計で着工し、1913年（大正2年）に竣工した。コンドルが設計した現存建造物の大半は東京に集中しており、地方では桑名市のみに現存する。
初代諸戸清六が、西南戦争で兵糧を送る仕事を通じて、元勲大隈重信など政府要人の知遇を得たことや、三菱財閥の創始者岩崎家との交流があったことが、三菱の顧問を務めていたコンドルが（当時僅か23歳の）二代目清六の設計依頼を受けた背景にあると考えられている。

### 竣工後
諸戸家が桑名市内に別邸を建て、そちらに生活の場所を移したことから、太平洋戦争中や戦後には諸戸家の関連会社の事務所として使用された。
1990年（平成2年）、桑名市は諸戸家から建物の寄贈を受けた。1991年（平成3年）には桑名市が諸戸家から敷地も購入し、建物は桑名市有形文化財に指定された。修復整備工事の後、1993年（平成5年）から一般公開されている。
1996年（平成8年）には建造物が三重県有形文化財に指定された。1997年（平成9年）12月3日には建物が「旧諸戸家住宅 2棟」の名称で国の重要文化財に指定され、2001年（平成13年）8月13日には庭園が国の名勝に指定された。
2006年（平成18年）には毎日新聞社が主催したヘリテージング100選に選定された。

## 施設

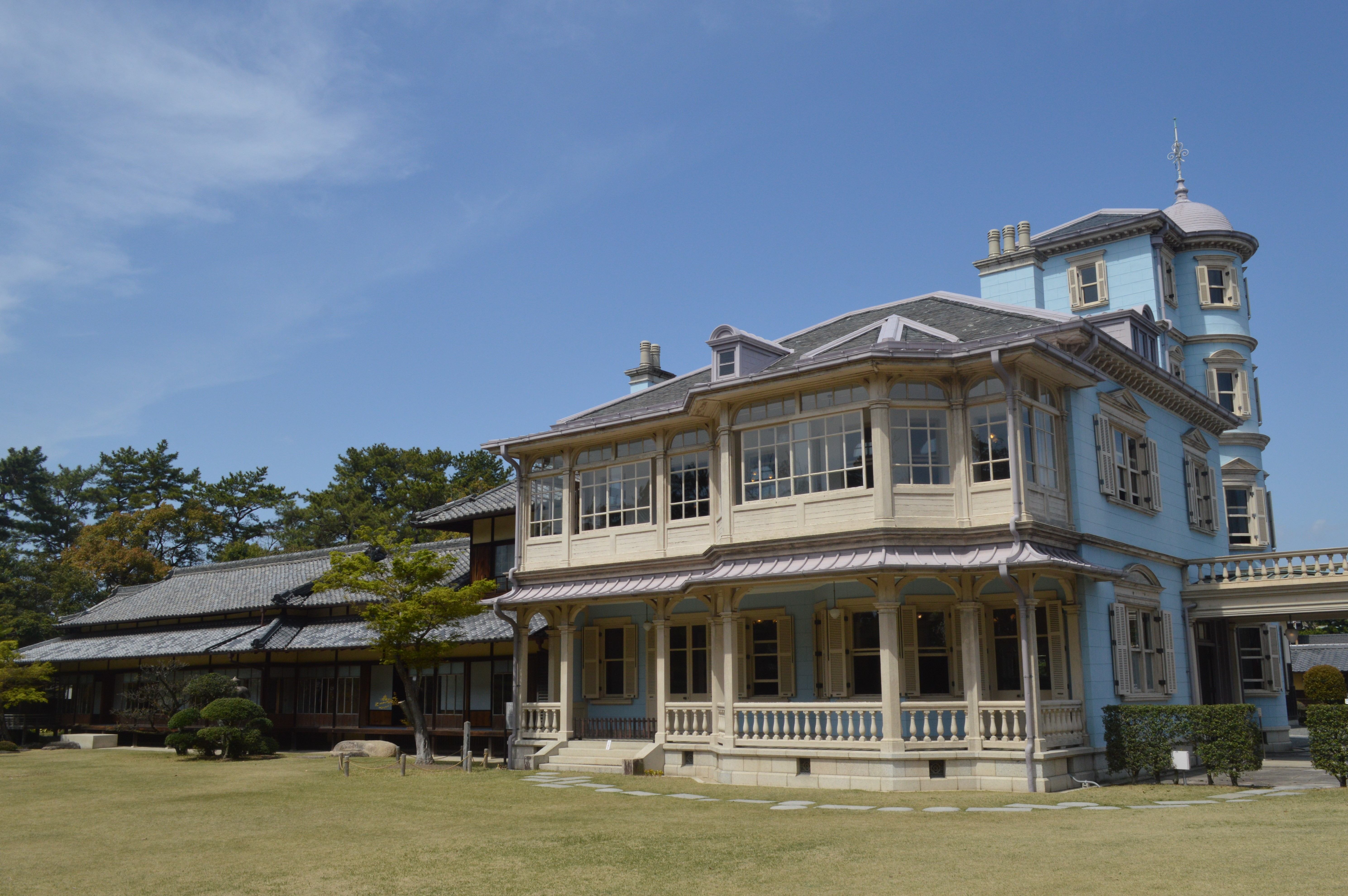
六華苑・洋館

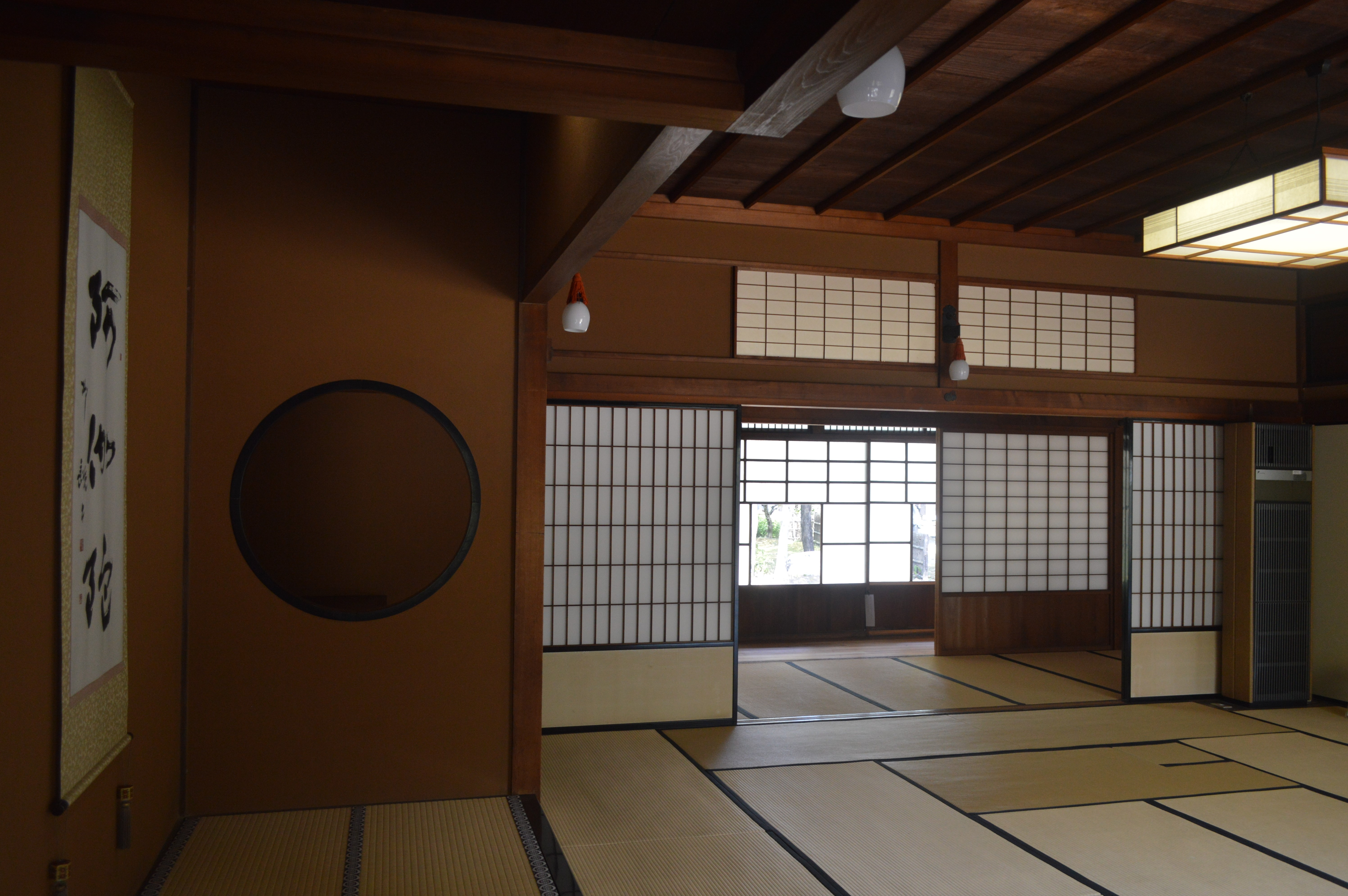
六華苑・和館

### 洋館
鹿鳴館の設計で知られるイギリス人建築家ジョサイア・コンドルによる木造2階建てでヴィクトリア朝住宅の様式を基調とした洋館である。外観の特徴として東北の隅に立つ4階建の塔屋や、庭園に面して多角形に張り出した1階のベランダと2階のサンルームがあげられる。コンドルが描いた当初の図面では塔屋は3階建だったが、「揖斐川を見渡せるように」との清六の意向で4階建てに変更された。また、内部のデザインは1階は洋風ながら、2階は洋間に和風の襖が設けられるなど和洋折衷で、押入れの中に収納棚を作り付けるなどの工夫がなされていた。現在、塔屋3・4階は非公開。

### 和館
諸戸家お抱え大工であった伊藤末次郎が棟梁を務めた和館は木造平屋（一部2階建て）であり、洋館の竣工に先立つ1912年（大正元年）に上棟された。当時、洋館と和館を併設する場合、別棟とすることが多かったが、諸戸邸では洋館より広い和館が壁を接して直に接続されており、普段の生活は和館が中心だったという。
周囲を巡るように板廊下が配置され、和館北側の内庭に面する板廊下と各部屋の間には主人と家族、客人が使うための畳廊下が設けられている。

### 庭園

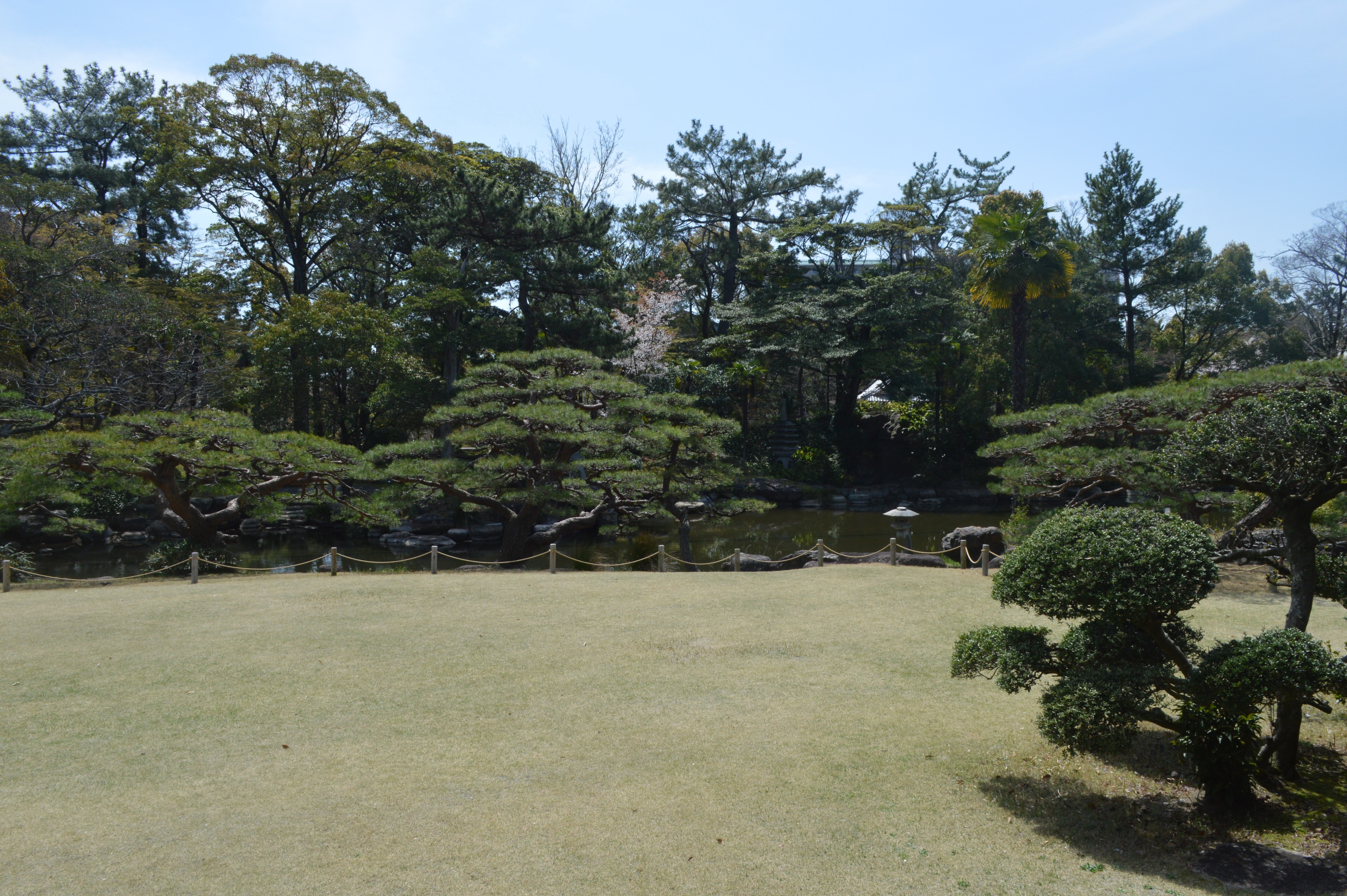
庭園

#### 主庭園
建物の南側に位置する、芝生の広場と池を中心とした日本庭園で、渓流や滝、枯れ流れなどが巧みに配置されている。建設当時、庭園東側の水源付近にはコンドルの設計で中央に噴水を配したバラの洋式円形花壇があったが、大正末期から昭和初期の改築の際に撤去された。また当初、池の水は揖斐川と繋がっており、川の干満の変化に合わせて池の水位が変わる「汐入り庭園」となっていた。

#### 内庭
当初設けられていた茶室や待合に合わせて露地風の庭園だったが、1938年（昭和13年）の改修で茶室は撤去され、離れ屋（当時は仏間として使用していた）が作られた。この改修は諸戸家と交流のあった松尾流の十世・松尾宗吾が監修したもので、主庭園も含めて手が入れられている。

### その他の建造物
- 長屋門 - 現在は六華苑入口
- 離れ屋
- 旧高須御殿 - 高須藩の御殿の一部を移築したものと伝わる。（高須陣屋の項も参照）
- 玉舟稲荷社
- 一番蔵
- 番蔵棟
- 二番

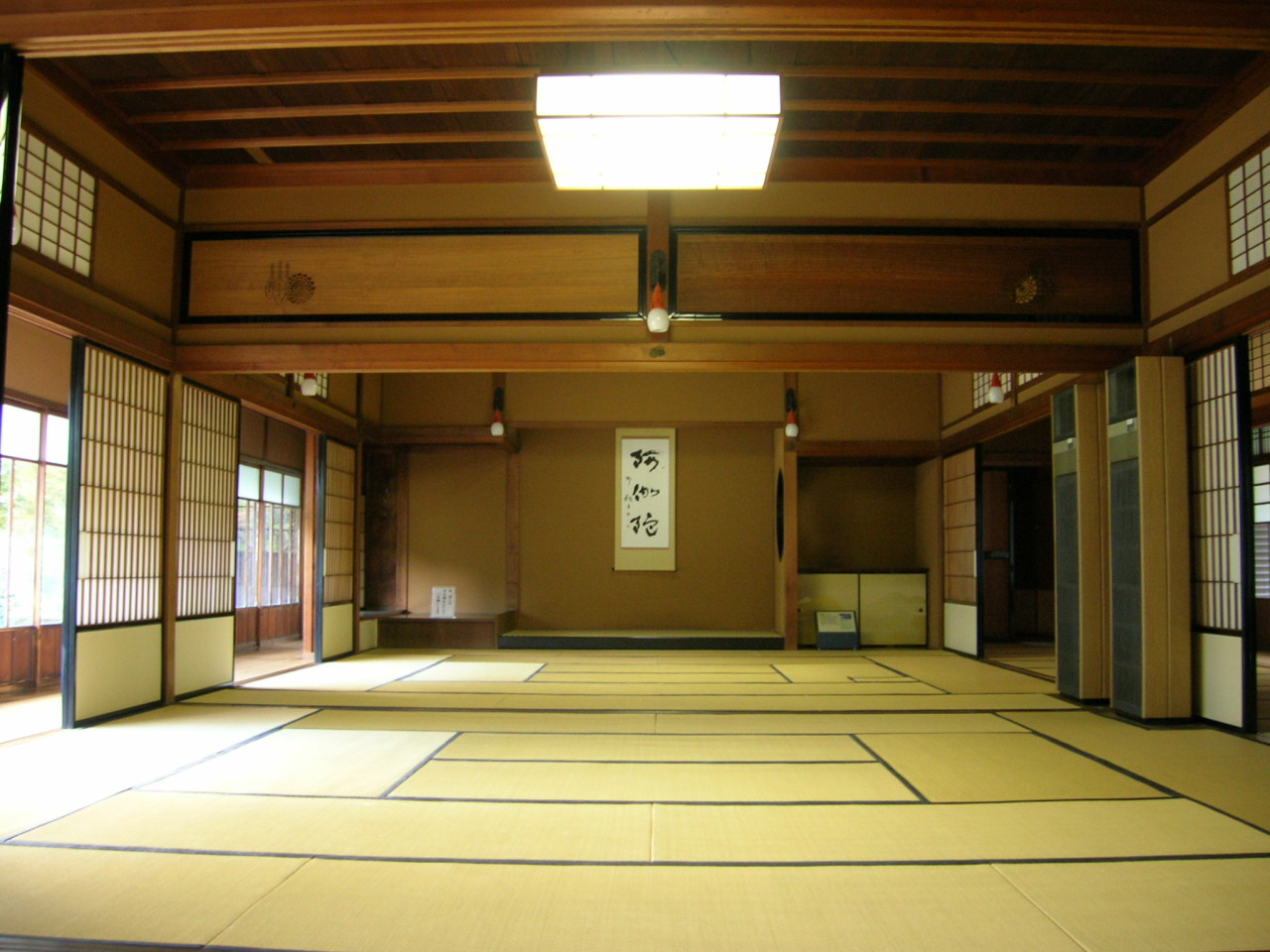
和館内部の次の間から一の間
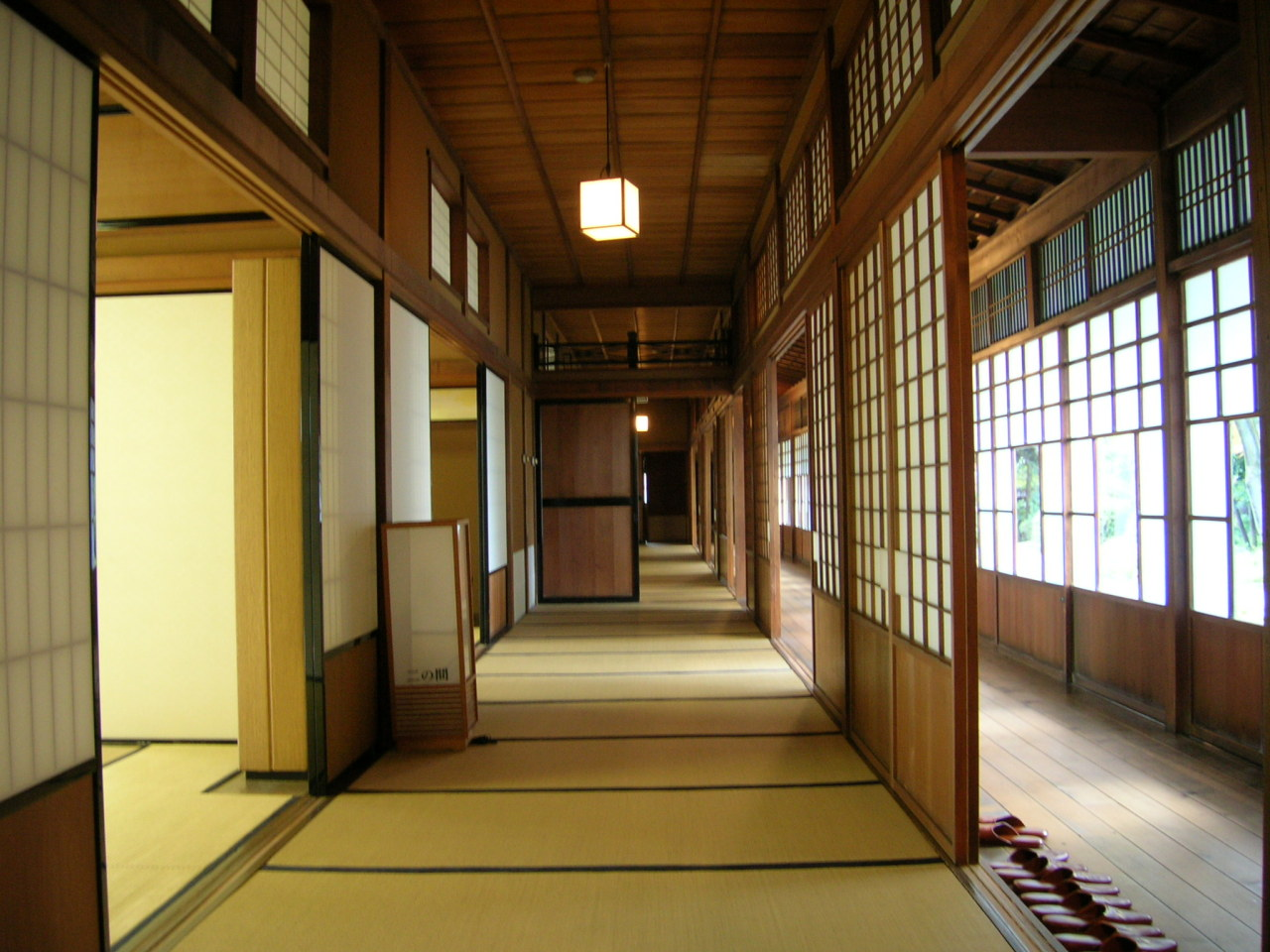
和館の畳廊下と板縁
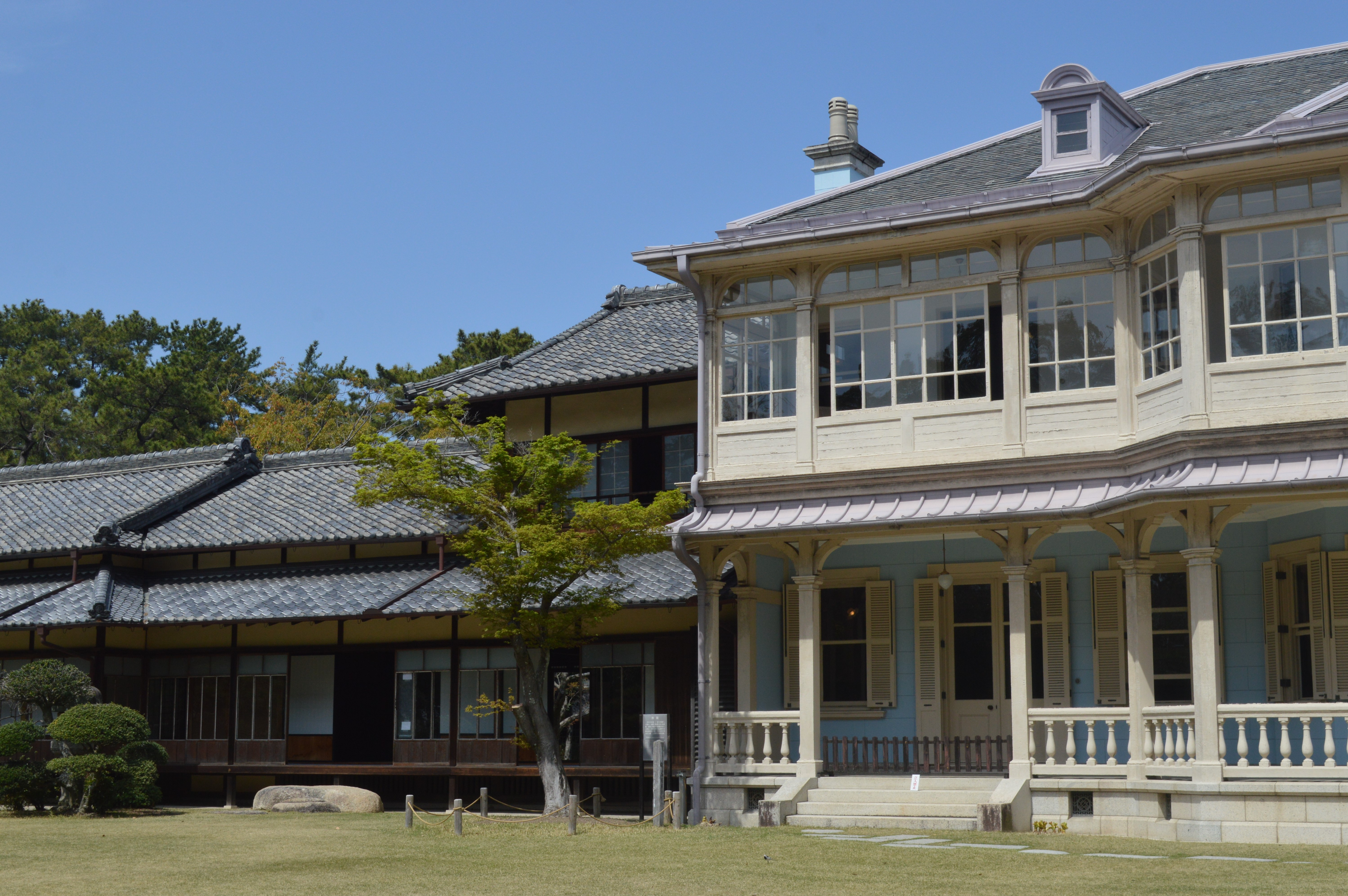
接続している和館（左）と洋館（右）
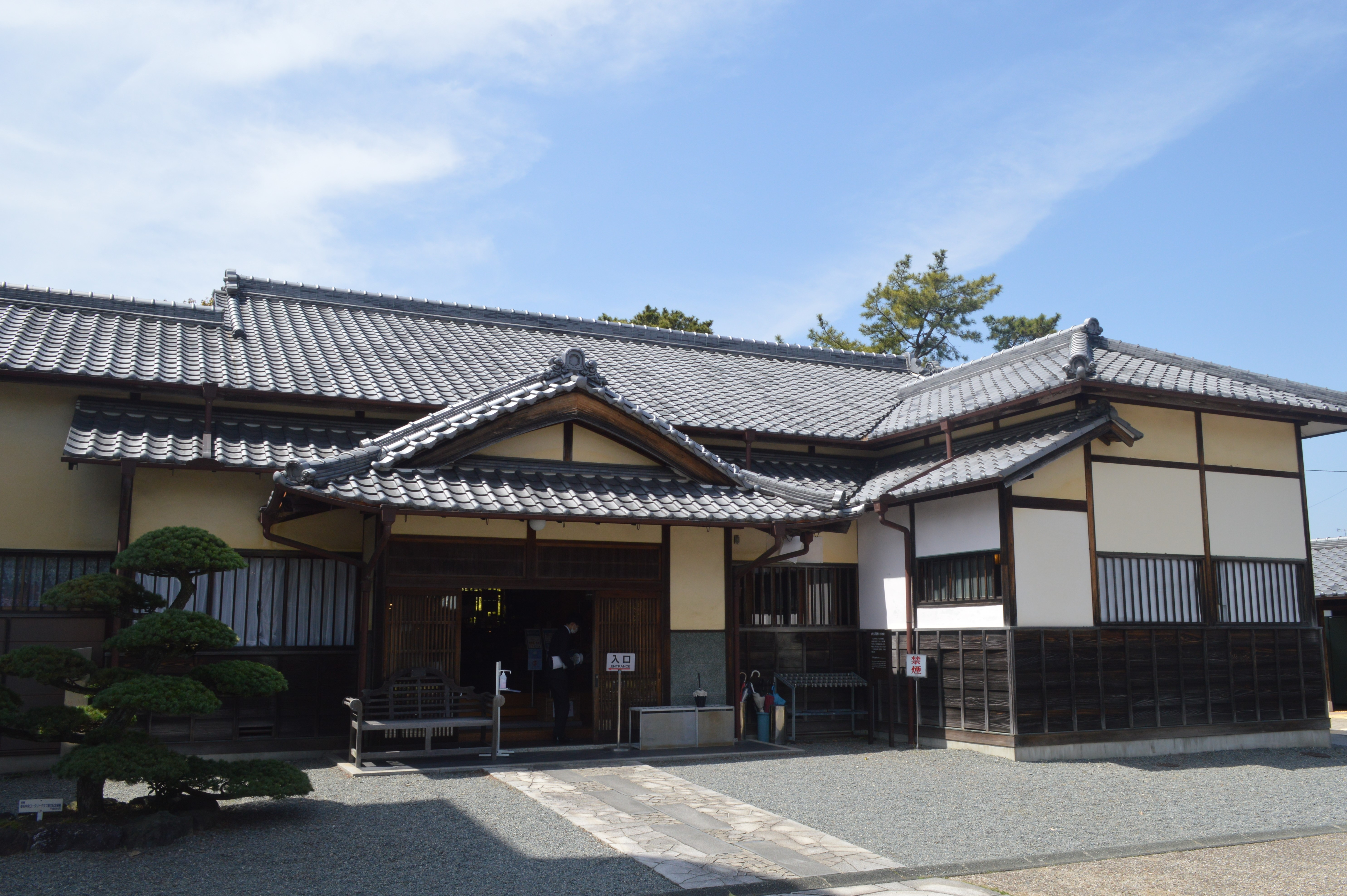
長屋門
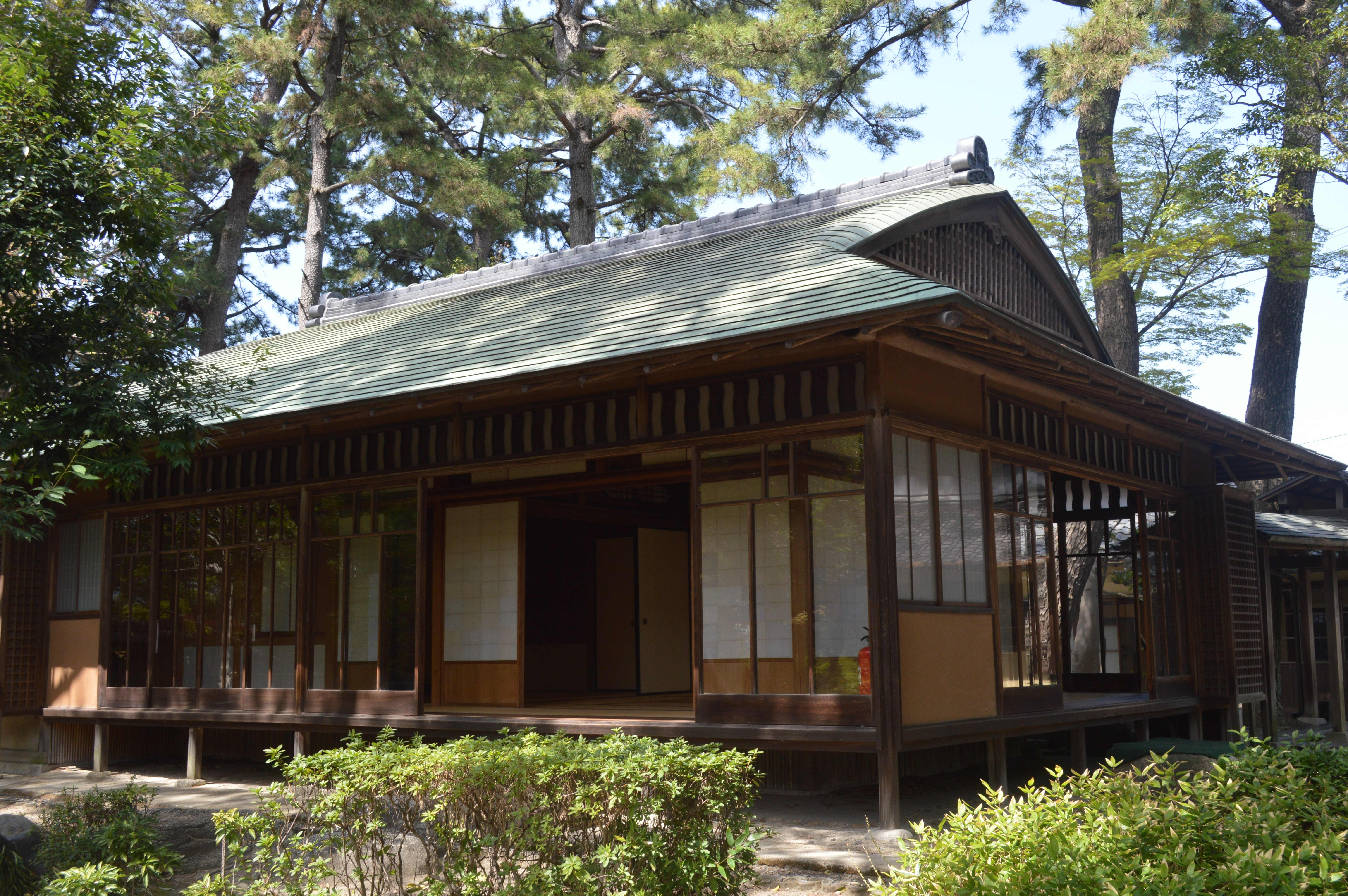
離れ屋
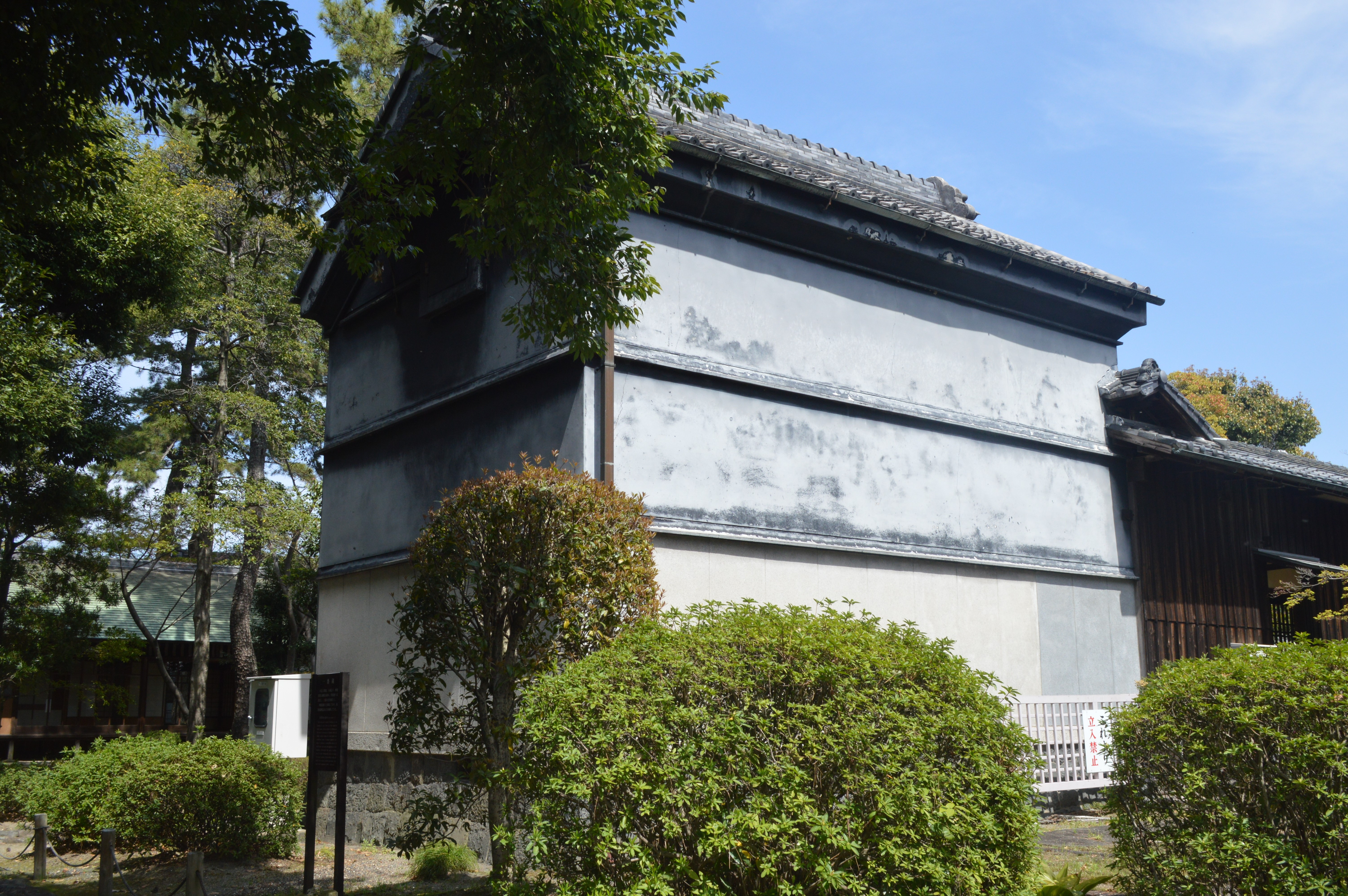
一番蔵
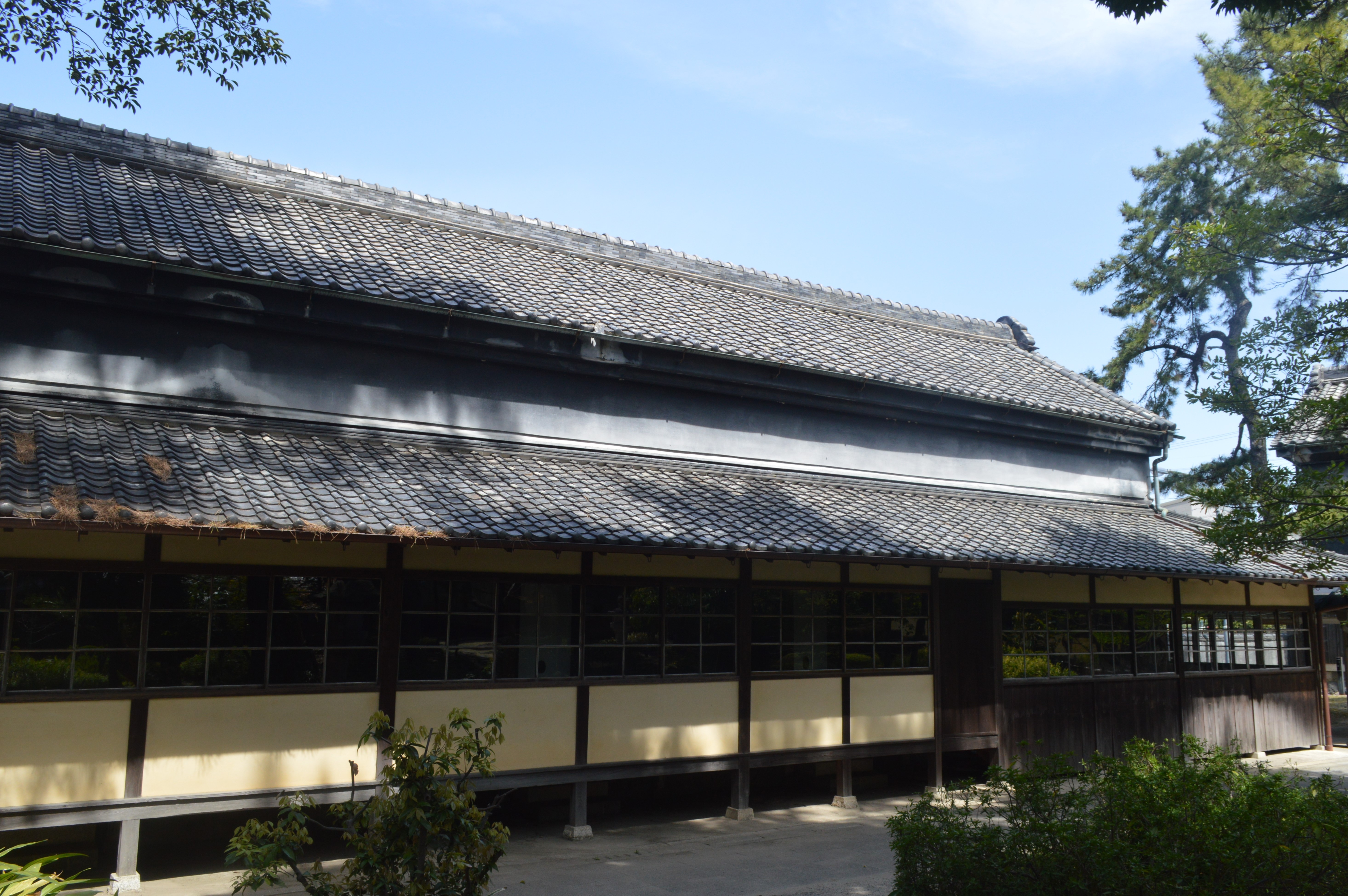
番蔵棟
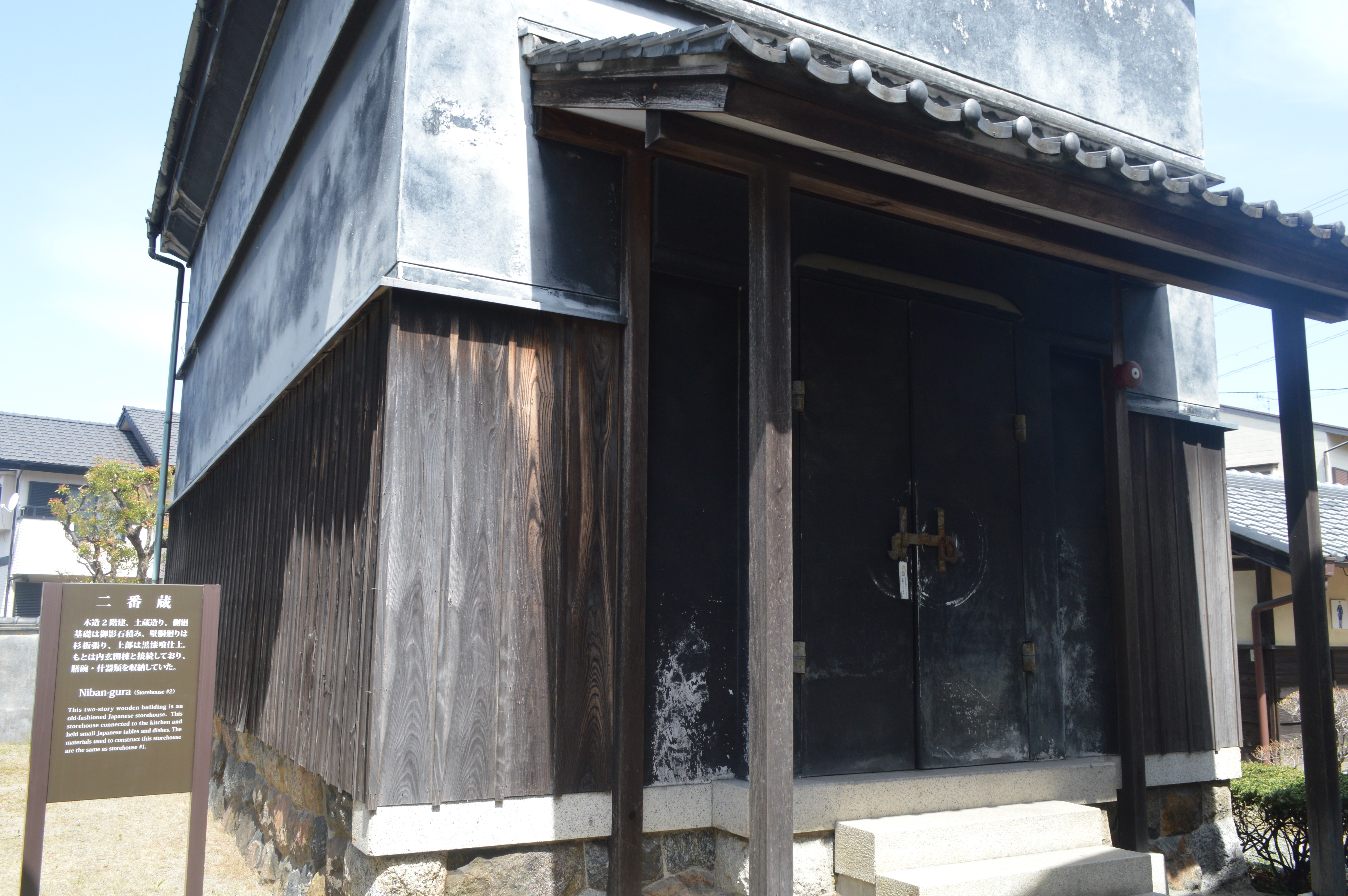
二番蔵

## ロケ地などでの使用
- 『スパイ・ゾルゲ』 - 2003年の日本映画。ロケで使用。
- 『ピアノの森の満開の下』 - 2006年の日本のギャルゲーム。主な舞台であるサナトリウムの外観として登場。ただし、作中では上野駅を発着する汽車に乗って到着するため設定上の位置は東北地方になる。
- 『人間失格』 - 2010年の日本映画。ロケで使用。
- 『天才刑事・野呂盆六6』 - 2011年のテレビ朝日のドラマ。六華家の邸宅としてロケで使用。
- 『不夜城』 - 2016年の韓国ドラマ。ロケで使用。
- 『お嬢さん』 - 2016年の韓国映画。ロケで使用。
- 『悪魔が来りて笛を吹く』 - 2018年のNHKスーパープレミアムにおける単発ドラマ。椿元子爵の邸宅としてロケで使用。
- 『いだてん〜東京オリムピック噺〜』 - 2019年のNHK大河ドラマ。三島弥彦の実家としてロケで使用。
- 『わたしの幸せな結婚』 - 2023年の日本映画。名家「斎森家」としてロケで使用。[1]

## 利用案内
- 開苑時間
  - 午前9時から午後5時（入苑は午後4時まで）
- 入苑料
  - 一般（高校生以上）310円、中学生100円
- 休苑日
  - 毎週月曜日、祝日の翌日、年末年始（12月29日から翌年1月3日）
- 交通アクセス
  - 東名阪自動車道 桑名ICから15分。
  - JR関西本線・近鉄名古屋線桑名駅から徒歩で約25分。
  - JR関西本線・近鉄名古屋線 桑名駅からK-バスで「六華苑」バス停下車、徒歩ですぐ。
  - JR関西本線・近鉄名古屋線 桑名駅から路線バス市内A循環・B循環で「田町」バス停下車、徒歩で約10分。